# William Motzing
William Motzing auch Bill Motzing (* 19. August 1937 in Pittsburgh, Pennsylvania als William Edward Motzing Jr.; † 30. Januar 2014 in Manhasset, New York) war ein US-amerikanischer Komponist, Dirigent und Arrangeur in Film und Fernsehen. Er schuf einige musikalische Werke für das australische Kino der 1970er und 1980er Jahre. Darunter Kompositionen für Filme wie Nachrichtenkrieg, Ich kämpfe um mein Kind, Die letzte Nacht oder Einstein Junior.

## Leben und Karriere
William Motzing, geboren 1937 in Pittsburgh im Bundesstaat Pennsylvania, besuchte zuerst die Eastman School of Music in Rochester in New York, wo er seinen Bachelor erwarb, später machte er an der Manhattan School of Music dann im Jahr 1960 seinen Master-Abschluss. In den 1960er Jahren spielte Motzing als Musiker Posaune in verschiedenen Orchestern, wie dem Pittsburgh Symphony Orchestra und dem Radio City Music Hall Orchester. Darüber hinaus arbeitete er auch mit zahlreichen Jazz-Ensembles zusammen. Er schrieb über 30 australische Film und TV-Soundtracks.
Von 1968 bis 1971 ging er mit der Band Blood, Sweat & Tears auf Welttournee und arbeitete als deren Sound-Designer. Nach einem Besuch in Australien während einer Tour mit der Band im Jahr 1972 zog William Motzing nach Sydney, um eine Position am New South Wales Conservatorium of Music, später umbenannt in Sydney Conservatorium of Music anzutreten. Dort arbeitete Motzing rund vier Jahrzehnte lang als Dozent am Sydney Conservatorium of Music. Er lehrte dort verschiedene Fächer, darunter Musiktheorie, Arrangement, moderne Jazzgeschichte, Improvisation und Ensemble. Zu Beginn der 1990er Jahre lebte er eine Zeitlang auch in Deutschland und spielte dort als Orchestrator und Dirigent zahlreiche Scores für verschiedene Musiklabels ein. 1995 kehrte er zurück nach Australien. Im Jahr 2012 schied Motzing von seiner Position am Sydney Conservatorium of Music aus und kehrte schließlich in die USA zurück.
Von 1978 an komponierte William Motzing auch selbst die Musik für Film und Fernsehscores. Motzing schrieb die Musik für Filme wie Phillip Noyce’ Drama Nachrichtenkrieg mit Wendy Hughes, für Donald Crombies Kinoproduktion Ich kämpfe um mein Kind, für das Fantasy-Musical Return of Captain Invincible oder Wer fürchtet sich vor Amerika? von Philippe Mora, für John Duigans Kinoproduktion Die letzte Nacht, für Dušan Makavejevs Komödie Coca Cola Kid, für Yahoo Serious’ Komödie Einstein Junior oder für Phillip Noyces Liebesdrama Schatten eines Pfaus. Darüber hinaus orchestrierte und dirigierte er in seiner Karriere die Musik für zahlreiche andere Kinoproduktionen, Fernsehfilme oder Fernsehserien und betreute als Arrangeur auch Songs von bekannten Musikgruppen wie der australischen Rockgruppe INXS oder der britischen Popband Smokie.
William Motzing erhielt in seiner Karriere zwischen 1978 und 1987 fünf Nominierungen für den AFI Award, einmal konnte er die begehrte australische Trophäe gewinnen. Motzing verstarb am 30. Januar 2014 im Alter von 76 Jahren in Manhasset im Bundesstaat New York.

## Auszeichnungen
- 1978: AFI-Award-Nominierung in der Kategorie Best Original Music Score für Nachrichtenkrieg
- 1984: AFI-Award-Nominierung in der Kategorie Best Original Music Score für Silver City
- 1985: AFI-Award-Nominierung in der Kategorie Best Original Music Score für Coca Cola Kid
- 1988: AFI Award in der Kategorie Best Original Music Score für Einstein Junior
- 1989: AFI-Award-Nominierung in der Kategorie Best Original Music Score für Schatten eines Pfaus

## Filmografie (Auswahl)

### Kino
- 1978: Nachrichtenkrieg (Newsfront)
- 1979: Ich kämpfe um mein Kind (Cathy's Child)
- 1979: Just Out of Reach
- 1982: City Warriors (Dead Easy)
- 1983: Return of Captain Invincible oder Wer fürchtet sich vor Amerika? (The Return of Captain Invincible)
- 1984: Undercover
- 1984: Die letzte Nacht (One Night Stand)
- 1984: Silver City
- 1984: Stanley: Every Home Should Have One
- 1985: Coca Cola Kid (The Coca Cola Kid)
- 1988: Einstein Junior (Young Einstein)
- 1988: The First Kangaroos
- 1989: Schatten eines Pfaus (Echoes of Paradise)
- 1989: Cappuccino
- 1991: Runaway Flight - A Case of Honor

### Fernsehen
- 1979: The Oracle (Fernsehserie, 1 Episode)
- 1980: Home Sweet Home (Fernsehserie, 1 Episode)
- 1984: The Cowra Breakout (Fernsehminiserie)
- 1984–1986: Mother and Son (Fernsehserie, 7 Episoden)
- 1985: Time’s Raging (Fernsehfilm)
- 1985: Winners (Fernsehserie, 1 Episode)
- 1987: Vietnam (Fernsehminiserie)
- 1987: Room to Move (Fernsehfilm)
- 1987: Jack Simpson: A Willesee Documentary (Fernsehfilm)
- 1988: True Believers (Fernsehminiserie)
- 1989: Police State (Fernsehfilm)
- 1991: Brides of Christ (Fernsehminiserie)